# Benjamin Valz
Pour les articles homonymes, voir Valz.
Jean Élias Benjamin Valz (1787-1867) est un astronome français de renommée internationale.

## Biographie
Né le 27 mai 1787 à Nîmes, Benjamin Valz est issu d'une famille protestante bourgeoise. Son père Jean Valz, négociant fortuné dans les laines à Nîmes, quoique républicain, fut accusé sous la Révolution de modérantisme et condamné à monter sur l'échafaud dressé sur l'Esplanade le 19 juillet 1794. Ce fut une des dernières victimes de la Terreur. Sa mère eut à se charger de son éducation, avec l'aide de son frère aîné Charles Isidore Valz.
À l'âge de treize ans, Valz est placé dans un pensionnat de Lyon où il remporte le premier prix de mathématiques.
De Lyon, il retourne à Nîmes et entre à l'École centrale qui vient de s'ouvrir. En 1795, la Convention nationale avait décrété la création de ces Écoles pour remplacer les Collèges royaux : les sciences étaient privilégiés aux lettres et la durée des études était de six ans. Les Écoles centrales eurent une longévité d'une dizaine d'années seulement : en 1805, elles furent remplacées par les Lycées créés sous l'Empire, par la loi du 1er mai 1802. L'École centrale de Nîmes était réputée pour ses professeurs dont l'érudit écrivain Alexandre Vincens (un parent par alliance de Valz) et le savant mathématicien Joseph Diaz Gergonne. Valz y fit des études brillantes, en particulier en mathématiques. Il quitte l'École centrale l'année même où celle-ci se fondit dans le Lycée, en 1805, à dix-huit ans.
Si l'astronomie l'attira très tôt, la première partie de sa carrière se concentre sur le métier d'ingénieur. Pendant quatre ans, il dirige la construction du canal d'Arles, puis élabore un projet d'adduction d'eau de la ville de Nîmes. Il est également l'auteur d'un projet de docks et de nouveaux ports pour Marseille.
Toujours passionné d'astronomie, il surmonte finalement sa maison d'un observatoire privé et, en 1825, retrouve la comète périodique d'Encke. Il s'intéresse aussi à l'évolution de la chevelure des comètes et remarque que son volume se contracte à l'approche du Soleil. Cette étude lui vaut un prix de l'Académie des sciences.
En 1827, pour une comète qui se présente dans une position défavorable, Valz renonce aux méthodes de Laplace et de Delambre alors trop imprécises et, au prix d'un calcul complet, « de plus de 2 000 logarithmes en tout », Valz réussit à donner les éléments orbitaux de cette comète. Sa réputation scientifique est alors bien établie.
En 1832, Valz est élu correspondant de l'Académie des Sciences.
En 1835 Valz, émet l'hypothèse que les irrégularités des dates de retour de la comète de Halley pourraient provenir d'une planète inconnue située au-delà d'Uranus et ayant une durée de révolution triple de celle de la comète.
En 1836, Valz, nommé directeur de l'observatoire de Marseille des Accoules, est chargé de cours à l'université de Montpellier.
En 1838, Valz est élu à l'Académie des Sciences, Lettres & Arts de Marseille : il occupe le fauteuil n°5.
François Arago apprécie ce calculateur de comètes qui aura une grande productivité scientifique : 58 publications dans les comptes-rendus de l'Académie mais aussi dans les Monthly Notices de Londres, les Astronomische Nachrichten de Berlin ou la Bibliothèque Universelle de Genève.
Il fut un temps ou l'on attribuait à Valz la découverte de deux astéroïdes : Massalia en 1852 et l'année suivante Phocea. De nos jours, le crédit en est donné à l'italien Annibale De Gasparis pour le premier et Jean Chacornac pour le second.
Également, Valz invente et construit une lunette pour la recherche des petites planètes et établit des cartes d'une zone étroite de l'écliptique permettant de détecter en quatre ans les petites planètes comprises entre Mars et Jupiter.
Trente-deux astéroïdes furent ainsi découverts à Marseille, par Valz et ses adjoints Jean Chacornac, Jérôme Eugène Coggia et Ernst Wilhelm Tempel ; l'un d'eux sera appelé Gyptis.
Le 18 janvier 1846, Valz retrouve la troisième comète périodique et, le 27, « tout ébahi de trouver deux nébuleuses », il découvre que la comète vient de se dédoubler. Lors du retour suivant, en 1852, c'est encore à Marseille qu'un infatigable découvreur de comètes, Tempel, revoit une dernière fois les deux noyaux de cette troisième comète périodique qui se désintégrera au passage suivant.
Le 22 janvier 1858, Joseph Jean Pierre Laurent, nouvel occupant de la maison de Benjamin Valz, découvre l'astéroïde Nemausa à l'aide de l'observatoire privé de Valz, et annonce la nouvelle à l'Académie des sciences en proposant le nom de l'astéroïde, créé à partir du nom latin et historique de sa ville natale Nîmes  .
Valz cesse son activité en 1860 et décède le 22 février 1867 dans sa propriété de Bon-secours, dans le quartier de la Belle de Mai (banlieue de Marseille).
Il est inhumé au cimetière protestant de Nîmes aux côtés de sa première épouse Caroline Rafin (1791-1829).

## Publications
La longue carrière de Valz a été d'une grande fécondité. Parmi ses publications, on en relève vingt-deux dans les annales de l'Académie du Gard, cinquante-huit dans les comptes-rendus de l'Académie des sciences, auxquelles il faut joindre de nombreuses notes disséminées dans la correspondance astronomique du Baron de Zach, la bibliothèque universelle de Genève, la correspondance mathématique de l'Observatoire de Bruxelles, les "Monthly Notices" de la Société royale astronomique de Londres, les "Astronomische Nachrichten", les Mémoires de l'Académie de Marseille, etc.

## Famille, distinctions et anecdotes
- Benjamin Valz fut fait chevalier de la Légion d'honneur le 29 avril 1838.

- Benjamin Valz est le petit-fils du nîmois Pierre Baux (médecin, météorologiste et collaborateur de Réaumur), l'arrière-petit-fils de Pierre Baux (premier du nom) et l'arrière-arrière-arrière-petit-fils de Salomon Baux, tous deux médecins. Il est ainsi un descendant de la Maison des Porcellets.

- Benjamin Valz est le beau-père d'Alphonse Dumas (1806-1884), président de l'Académie de Nîmes.

- Également, son frère aîné (Charles-Isidore Valz) est le beau-frère de David Dombre.